# 竜漕路駅
龍漕路駅（りゅうそうろ-えき）は、中華人民共和国上海市徐匯区に位置する上海軌道交通3号線、12号線の駅である。

## 駅構造
3号線は相対式ホーム2面2線の高架駅。
12号線は島式ホーム1面2線の地下駅。

## 駅周辺
- 龍華寺
- 龍華烈士陵園

## 歴史
- 2000年12月26日 - 開業。
- 2015年12月19日 - 12号線の駅が開業。

## 隣の駅
上海軌道交通
■上海地下鉄3号線
石竜路駅 - 竜漕路駅 - 漕渓路駅
■上海地下鉄12号線
漕宝路駅 - 竜漕路駅 - 龍華駅